# Diocesi suffraganea
Una diocesi suffraganea, nell'organizzazione territoriale della Chiesa cattolica, è una diocesi o un'arcidiocesi retta da un vescovo suffraganeo e legata a una sede metropolitana, guidata da un arcivescovo. Sede metropolitana e diocesi suffraganee costituiscono una provincia ecclesiastica.

## Descrizione
L'etimologia del termine è incerta: secondo alcuni esso deriva dal fatto che, nel concilio provinciale presieduto dal metropolita, spettava ai vescovi lo ius suffragii, mentre secondo un'altra interpretazione il suffragium era invece la partecipazione comune alle preghiere. 
Anticamente, il legame tra sede metropolitana e diocesi suffraganee comportava anche degli obblighi di carattere canonico; ora, dopo il Concilio Vaticano II, il rapporto tra diocesi suffraganee e metropolitane è principalmente formale, testimone, tutt'al più, del legame storico che ha legato tra loro le varie sedi episcopali.
Il Codice di diritto canonico assegna tuttavia al metropolita alcune limitate funzioni:
- vigilare sulla fede e la disciplina ecclesiastica, e informare il Pontefice romano degli abusi;
- effettuare, con il consenso della Sede Apostolica, la visita canonica nel caso che il vescovo della diocesi suffraganea la trascuri;
- nominare l'amministratore diocesano di una diocesi suffraganea resasi vacante, qualora non venga nominato entro 8 giorni;
- designare un tribunale ecclesiastico di appello, per i procedimenti conclusi in prima istanza in una delle diocesi suffraganee.

Il canone 436 §3 esclude espressamente che il metropolita abbia altre facoltà nelle diocesi suffraganee.